# Arvățeni, Harghita
Arvățeni (maghiară Árvátfalva) este un sat în comuna Feliceni din județul Harghita, Transilvania, România.

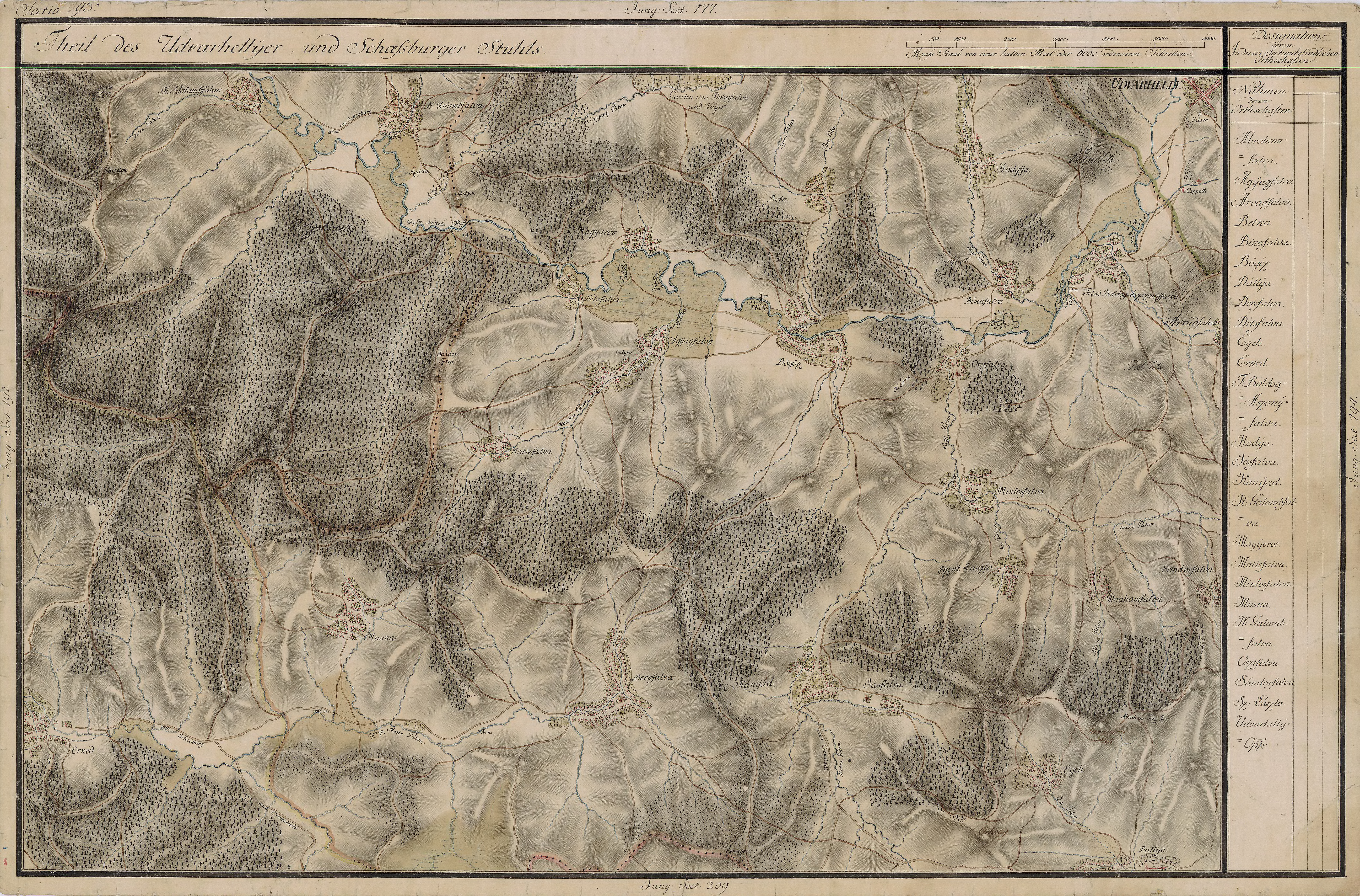
Arvățeni în Harta Iosefină a Transilvaniei, 1769-1773

 Acest articol despre o localitate din județul Harghita este deocamdată un ciot. Puteți ajuta Wikipedia prin completarea lui.